# Bisdom 's-Hertogenbosch
Het bisdom 's-Hertogenbosch (Latijn: Dioecesis Buscoducensis) is een van de zeven bisdommen waaruit de Nederlandse rooms-katholieke kerkprovincie bestaat. In aantal gelovigen is dit het grootste bisdom van Nederland. Kathedraal van het bisdom is de Kathedrale Basiliek van Sint-Jan Evangelist.
Het bisdom staat onder leiding van bisschop Gerard de Korte en hulpbisschop Rob Mutsaerts. De Korte is de 18e bisschop sinds de oprichting van het bisdom 's-Hertogenbosch in 1559 en de 10e sinds de heroprichting in 1853.

## Geschiedenis

### Voorgeschiedenis
Toen de periode van de missionering als afgesloten beschouwd mocht worden, kwam het grootste gedeelte van het huidige bisdom onder het bisdom Luik, een situatie die ongeveer achthonderd jaar zou duren. 

### Instelling van het eerste bisdom (1559)
In de bul Super Universas van 12 mei 1559 richtte Paus Paulus IV nieuwe bisdommen op in de Nederlanden. In het Midden-Nederlandse gebied werd het aartsbisdom Mechelen opgericht, waaronder de bestaande bisdommen Antwerpen, Gent en Brugge en twee nieuwe:  Roermond en 's-Hertogenbosch.
Het bisdom strekte zich uit over de Meierij van 's-Hertogenbosch, de Langstraat, Bommelerwaard en een gedeelte van de Belgische Kempen.
Kathedraal werd de Sint-Jan, gebouwd tussen 1380 en 1530.
De eerste bisschop, Franciscus Sonnius, werd benoemd op 10 maart 1561. 

### Opheffing van het eerste bisdom (1629)
Tijdens de Tachtigjarige Oorlog (1568-1648) maakten de Noordelijke Nederlanden zich los uit het Spaanse rijk. In het opstandige gebied werd in 1581 de rooms-katholieke eredienst verboden,  hoewel verborgen belijdenis werd getolereerd. In 1592 werden de Noordelijke Nederlanden door de Heilige Stoel uitgeroepen tot missiegebied en de verbroken bisschoppelijke hiërarchie werd vervangen door de Hollandse Zending. Delen van het bisdom 's-Hertogenbosch vielen daar onder; in 1629 werd, na het Beleg van 's-Hertogenbosch,  ook de stad zelf ingenomen, waarmee het bisdom de facto werd opgeheven.  Het resterende gebied werd toegevoegd aan het bisdom Luik.

### Apostolisch vicariaat (1648-1853)
Het einde van de oorlog in 1648 bestendigde deze situatie; het nu Staatse deel van het bisdom werd een apostolisch vicariaat.  In de 19e eeuw vond nog een aantal gebiedswijzigingen plaats: in 1801 werd een gedeelte van het opgeheven bisdom Antwerpen toegevoegd, dat in 1803 weer werd afgesplitst als apostolisch vicariaat Breda. In 1851 werden de apostolische vicariaten Grave-Nijmegen en Ravenstein-Megen toegevoegd. 

### Instelling van het tweede bisdom (1853)
Ten slotte maakte de Grondwetsherziening van 1848 het herstel van de bisschoppelijke hiërarchie in Nederland mogelijk, waarbij ook het bisdom 's-Hertogenbosch op 4 maart 1853 opnieuw werd ingesteld. 

### Kerncijfers 2006-2018[2][3]
In het jaar 2006 maakte het katholieke volksdeel met circa 1.167.000 kerkelijk geregistreerde gelovigen 56,8% van de totale bevolking van het bisdom uit. In het jaar 2018 stond met 49,5 %  net geen meerderheid (1.023.000 kerkleden) meer als katholiek geregistreerd. In een interview met Dagblad De Limburger (29 mei 2009) geeft een KASKI-onderzoeker aan dat het aantal kerkbezoekers in het bisdom 's-Hertogenbosch relatief erg sterk is afgenomen. Het weekendkerkbezoek over het jaar 2007 daalde naar 76.000 kerkgangers (circa 3,7%) en daarna naar gemiddeld 30.900 gelovigen in 2018, dat is ruim 1 (1,49) procent van de totale bevolking van het bisdom 's-Hertogenbosch.

### Functiewijziging mgr. Mutsaerts in 2020
Op 12 maart 2020 hebben mgr. Mutsaerts en mgr. De Korte in een gezamenlijke brief bekendgemaakt dat Mutsaerts een deel van zijn bestuurlijke taken op diocesaan niveau neerlegt.

## Secularisatie veroorzaakt herstructurering
Het bisdom 's-Hertogenbosch gaat het aantal parochies de komende jaren terugbrengen van een kleine driehonderd in 2008 tot zestig in 2020. Dat schreef bisschop Antoon Hurkmans in zijn kerstbrief (2008) aan alle parochies van zijn diocees. “Om dit proces goed te doen verlopen is een nieuwe manier van leidinggeven in het bisdom nodig.” Daarom gaat het bisdom op korte termijn van 17 naar 12 dekens. De 26 dekenaten maken plaats voor 12 regio’s met een deken en daarmee worden ook in dit bisdom de dekenaten als bestuurslaag afgeschaft. In 2018 waren er 59 territoriale parochies en 1 gemeenschap van migranten.

## Heiligen en gedenkdagen in het bisdom
- H. Odulfus van Utrecht (12 juni, vrije gedachtenis)
- Maria, Zoete Lieve Vrouw van Den Bosch (7 juli, vrije gedachtenis)
- Z. Eustachius van Lieshout (30 augustus, vrije gedachtenis)
- H. Lambertus (17 september, vrije gedachtenis)
- H. Hubertus van Luik (3 november, vrije gedachtenis)
- H. Oda (27 november, vrije gedachtenis)